# Willem II van Bures
Willem II van Bures ook wel Willem van Tiberias (? - 1158) was vorst van Galilea tussen 1148 en 1158.
Hij was een zoon van Godfried van Bures die met zijn broer Willem I van Bures als pelgrims aankwamen in het Heilige land, zijn vader overleed in 1119 na een schermutseling in Jordanië. Het vorstendom werd daarna beheerd door de Bures-familie eerst door Willem I, waarna Elinard van Bures hem opvolgde in 1142, Willem II nam het van zijn broer over in 1148.
Er is maar weinig bekend over Willem II's levensloop, hij werd in 1158 opgevolgd door zijn jongere zus Eschiva van Bures.